# Mihael Kovačevič
Mihael Kovačevič  (Bázel, 1988. március 6. –) horvát származású svájci labdarúgó.

## Sikerei, díjai
FC Koper:
- Szlovén labdarúgó-bajnokság második helyezett: 2007–08

Dundee United FC:
- Skót labdarúgó-bajnokság harmadik helyezett: 2009–10
- Skót labdarúgókupa: 2009–2010